# Brian Talbot
Brian Ernest Talbot (* 21. Juli 1953 in Ipswich) ist ein ehemaliger englischer Fußballspieler und Fußballtrainer.

## Leben und Karriere

### Spielerkarriere
Talbot begann seine Karriere bei Ipswich Town in der Jugendmannschaft. In der Zeit von 1968 bis 1979, als er bei Ipswich unter Vertrag stand, war der Engländer kurzfristig nach Kanada zu den Toronto Metros verliehen. Nach dem kurzen Ausflug nach Nordamerika wurde Talbot 1978 FA-Cup-Sieger mit den Blauen. Ein Jahr später wechselte der Mittelfeldspieler zum FC Arsenal, für eine Ablösesumme von 450.000 £. Sofort Stammspieler gewann er seinen zweiten englischen Pokal 1979 mit den Gunners. Talbots größten Stärken waren seine Ausdauer und Fitness. Nach dem Ende seines Vertrages bei den Gunners spielte er noch kurze Zeit bei FC Watford, Stoke City, West Bromwich Albion, FC Fulham, FC Aldershot und Sudbury Town. Weiters war er von 1984 bis 1988 Präsident der englischen Spielergewerkschaft. International spielte er ein Mal für die englische Fußballnationalmannschaft. Talbot beendete seine aktive Karriere 1993.

### Trainerkarriere
Talbots erste Trainerstation war West Bromwich Albion, wo er als Spielertrainer arbeitete. Später trainierte er als Spielertrainer noch den FC Aldershot. 1991 kam er zu Hibernians einen Klub aus der kleinen Mittelmeerinsel Malta. Mit den Maltesern holt er 1993 und 1994 die nationale Meisterschaft. Drei Jahre nach seinem letzten Titel kehrte er wieder nach England zurück und trainierte für sieben Jahre Rushden & Diamonds aus Irthlingborough. Unter seiner Führung stieg die Mannschaft 2003 in die dritthöchste englische Liga auf. Nach kurzen Auftritten bei Oldham Athletic und Oxford United kehrte er 2006 nach Malta zurück und trainierte von 2006 bis 2008 FC Marsaxlokk, mit welchen er 2007 zum dritten Mal maltesischer Meister wurde. Zwischen 2008 und Februar 2011 war er Technischer Direktor des Vereins.
Im Februar 2011 wurde Talbot Scout beim englischen Premier-League-Verein Fulham, wo er schon 1990/91 als Spieler aktiv war. Talbot ist bei den Cottagers vor allem für Spielerbeobachtungen in den großen europäischen Ligen, beispielsweise in Deutschland und Frankreich, zuständig.

### Erfolge
als Spieler 
- 2 × englischer Pokalsieger mit Ipswich Town (1978) und dem FC Arsenal (1979)

als Trainer 
- 3 × maltesischer Meister (2× Hibernians 1993, 1994, 1× Marsaxlokk 2007)